# Vamberk (nádraží)
Vamberk je železniční stanice v západní části města Vamberk v okrese Rychnov nad Kněžnou v Královéhradeckém kraji nedaleko řeky Zdobnice. Leží na neelektrizované jednokolejné trati Doudleby nad Orlicí – Rokytnice v Orlických horách.

## Historie
15. října 1906 otevřela společnost Místní dráha oudleby-Vamberk-Rokytnice trať z Doudleb nad Orlicí, kudy od roku 1874 procházela trať společnosti Rakouská severozápadní dráha (ÖNWB) z Hradce Králové do Lichkova na hranici s Pruskem. Nově postavené nádraží zde vzniklo dle typizovaného stavebního vzoru.
Provoz trati zajišťovaly od zahájení Císařsko-královské státní dráhy (kkStB), po roce 1918 Československé státní dráhy (ČSD), místní dráha byla zestátněna roku 1925.

## Popis
Nacházejí se zde dvě nekrytá jednostranná nástupiště, k příchodu k vlakům slouží přechody přes koleje. Dvě ze čtyř dopravních kolejí slouží jako odevzdávkové koleje vlečky ESAB.